# Kościelisko
Kościelisko – wieś podhalańska w Polsce w województwie małopolskim, w powiecie tatrzańskim, siedziba gminy Kościelisko.
W latach 1973–1977 miejscowość była siedzibą gminy Kościelisko-Witów. W latach 1975–1998 miejscowość administracyjnie należała do województwa nowosądeckiego.

## Opis miejscowości
Kościelisko położone jest w Rowie Kościeliskim i na południowych stokach Pogórza Gubałowskiego. Jego zabudowania wkraczają także do dolnej części Doliny Kościeliskiej w Tatrach (Kiry). Jest to duża wieś o charakterze miejscowości wypoczynkowej, składająca się z 21 osiedli (dawnych osad pasterskich, tzw. polan – stąd bierze się potoczna nazwa miejscowości: Polany).
Integralne części wsi Kościelisko: Blachówka, Budzówka, Butorów, Chotarz, Czajki, Górkówka, Gronik, Groń, Karpielówka, Kierpcówka, Kiry, Nędzówka, Pająkówka, Pitoniówka, Rysulówka, Sobiczkowa, Staszelówka, Sywarne, Szeligówka, Wojdyłówka oraz nie ujęta w TERYT Antałówka
Liczba ludności: 4482 (2011 r.), powierzchnia: 54 km².

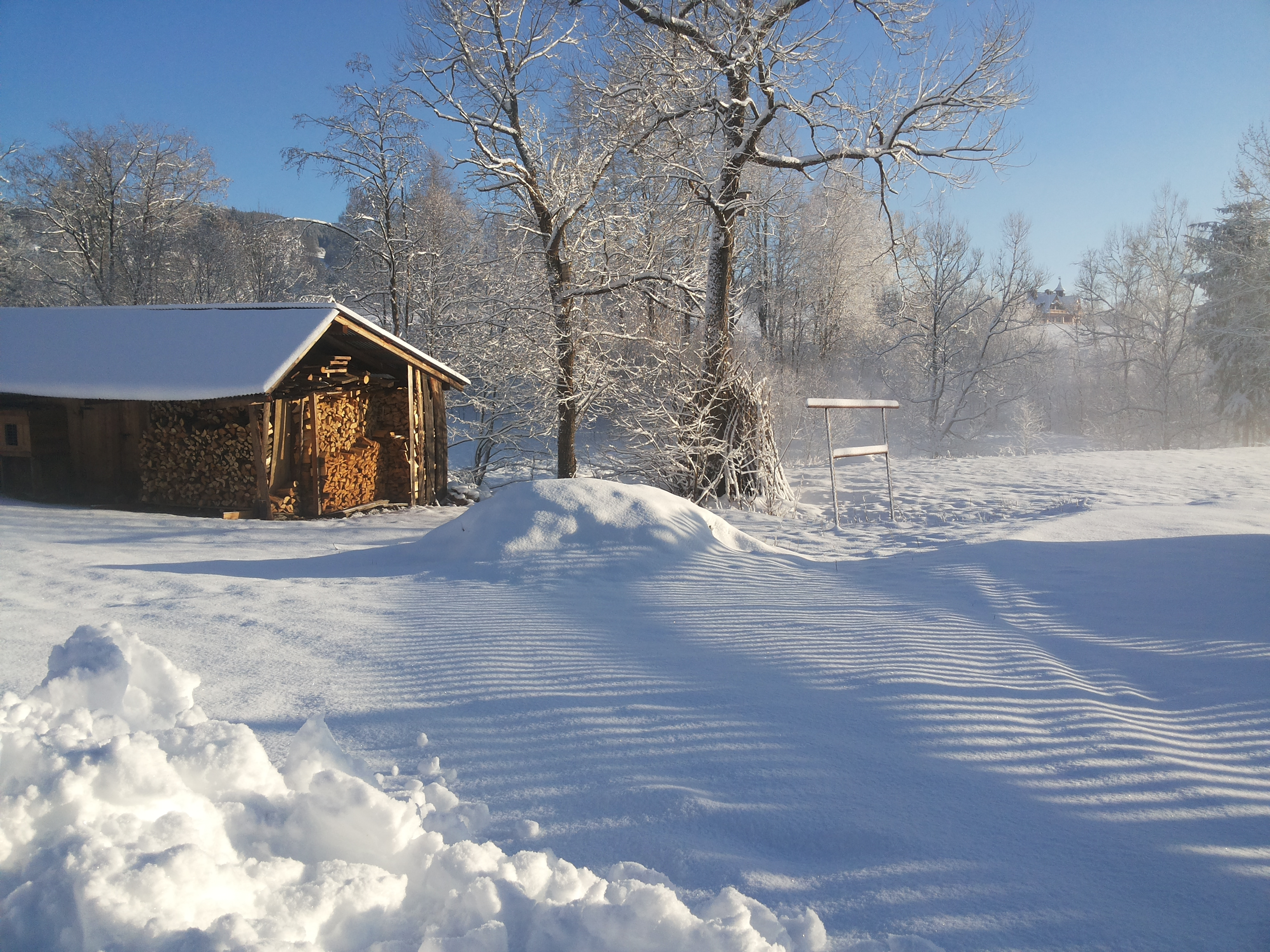
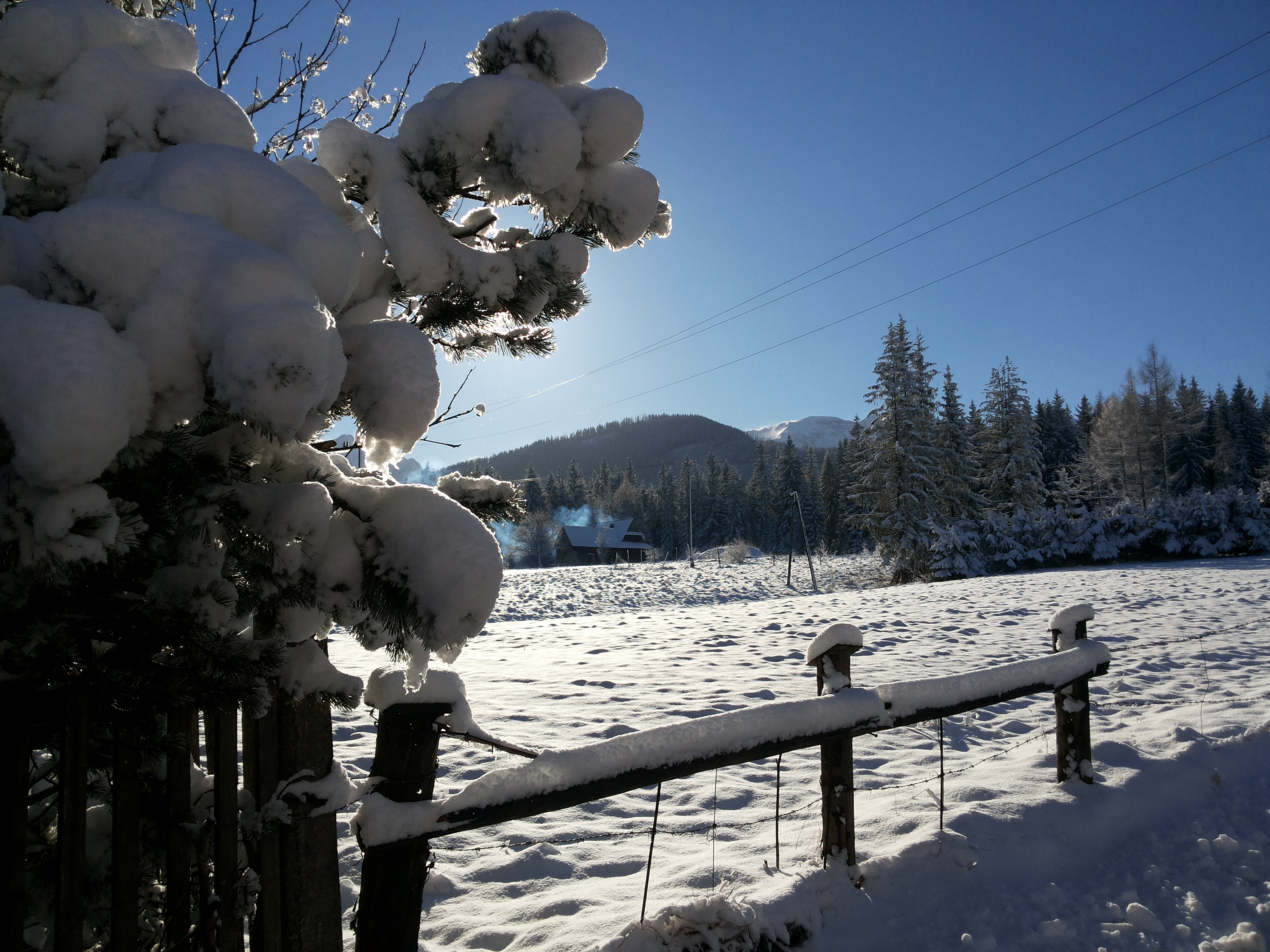
Widok na Giewont
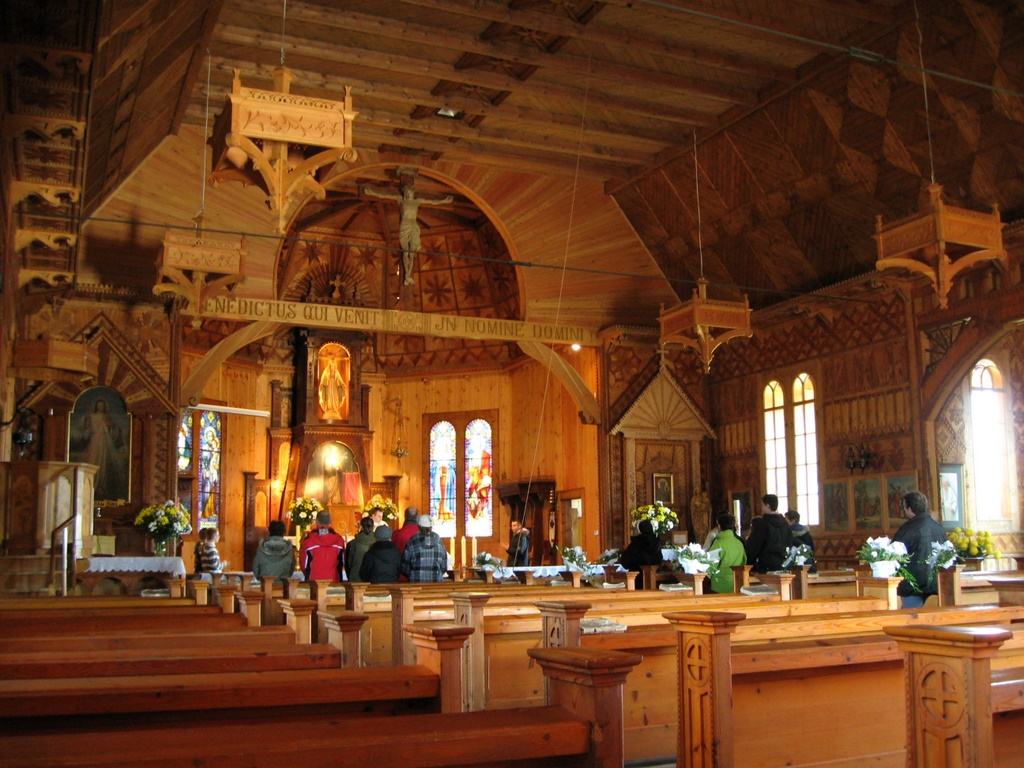
Wnętrze kościoła
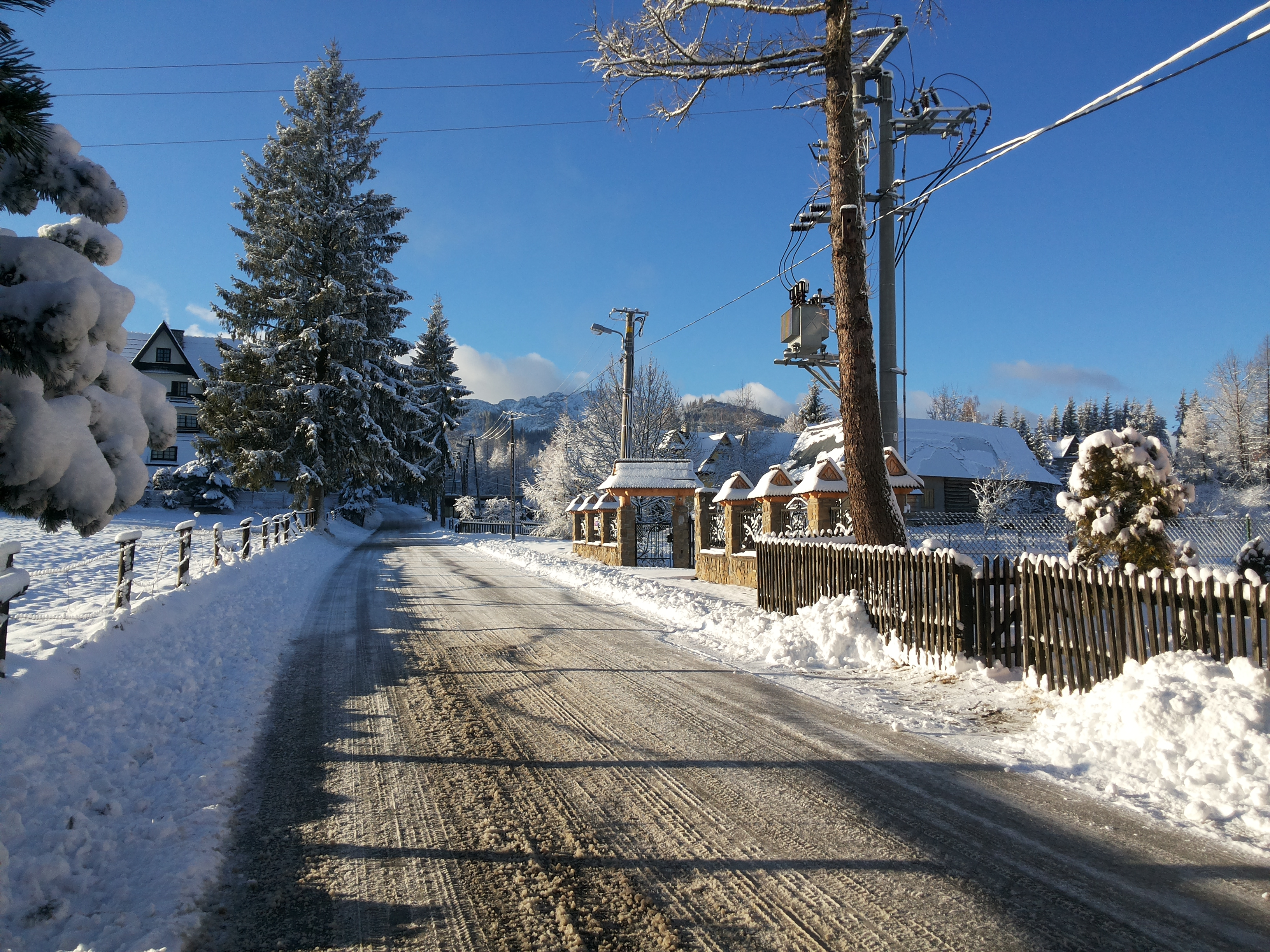
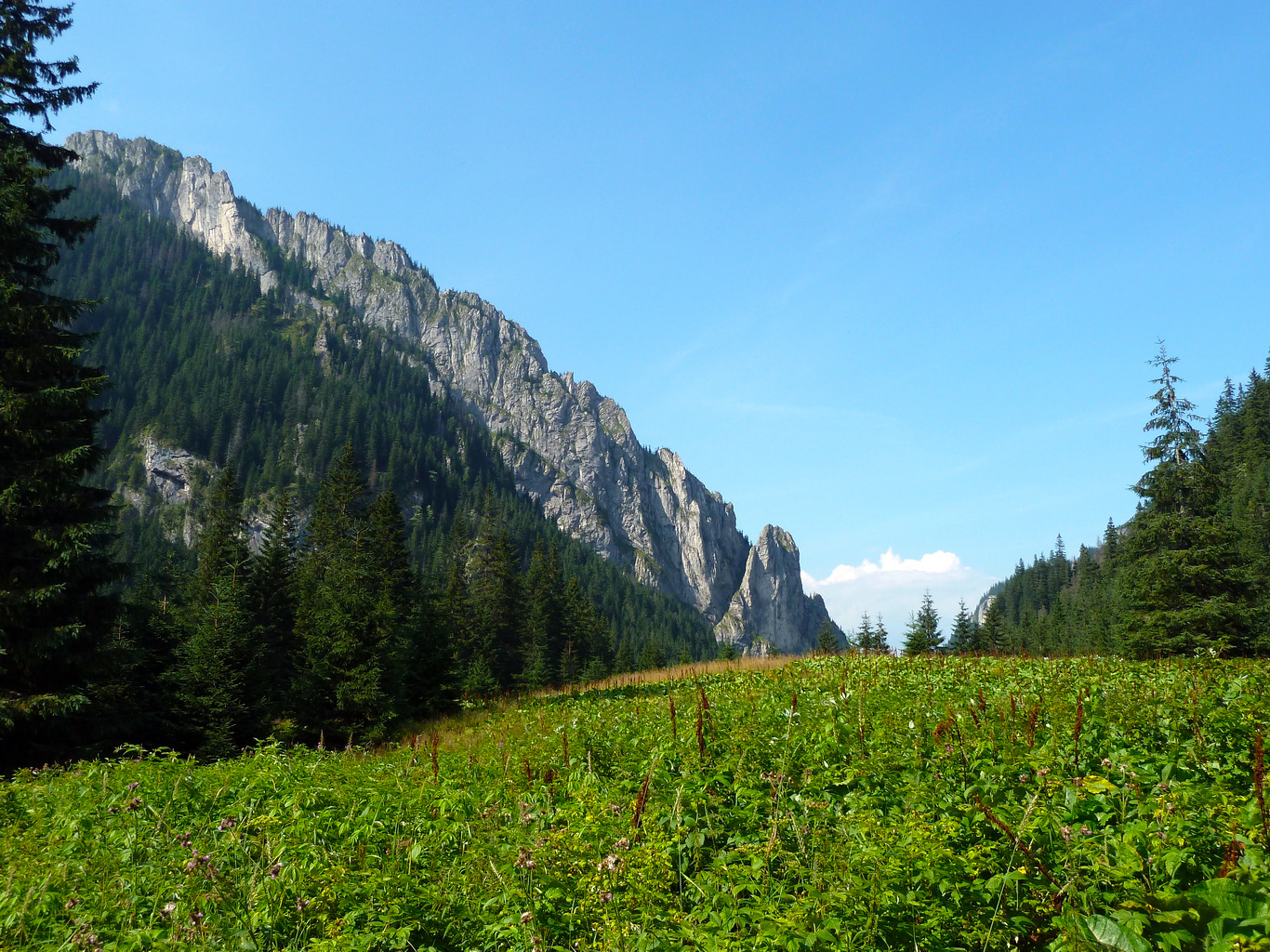

## Historia
Poszczególne osady pasterskie, które weszły później w skład Kościeliska, wzmiankowane były już od roku 1623.
Do roku 1867, kiedy to odbyły się pierwsze autonomiczne wybory rad gminnych, Kościelisko tworzyło jedną osadę z Zakopanem. W latach 70. XX w. Kościelisko połączyło się z Witowem, Dzianiszem i Chochołowem, tworząc gminę Kościelisko-Witów. Po kilku latach gmina ta została włączona do Gminy Tatrzańskiej, a z początkiem roku 1994 reaktywowała się jako gmina Kościelisko. Obecnie w jej skład wchodzą trzy wsie podhalańskie: Kościelisko, Witów i Dzianisz.
W okresie międzywojennym w miejscowości stacjonowała placówka Straży Granicznej I linii „Kościelisko”.
Po II wojnie światowej klasztory w Kościelisku utworzyły siostry adoratorki i kanonicy laterańscy.

## Zabytki
Obiekt wpisany do rejestru zabytków nieruchomych województwa małopolskiego.
- Dyrektorówka w sanatorium Dłuskich;
- kościół pw. św. Kazimierza.

## Religia
We wsi znajduje się drewniany kościół pw. św. Kazimierza. Dzięki zaangażowaniu ks. Kazimierza Kaszelewskiego i hr. Władysława Zamojskiego oraz miejscowych górali został on zbudowany w latach 1910–1914 według projektu Eugeniusza Wesołowskiego. Zdobią go witraże zaprojektowane przez Stefana Matejkę, bratanka Jana Matejki. Początkowo był kaplicą filialną parafii w Zakopanem, ale już w 1918 r. erygowano przy nim samodzielną parafię św. Kazimierza.

## Ludzie związani z Kościeliskiem
- Jan Krzeptowski (Sabała)
- Stanisław Nędza-Kubiniec
- Andrzej Stopka Nazimek
- Sebastian Karpiel-Bułecka
- Józef Krzeptowski-Jasinek
- Maria Krzeptowska-Jasinek
- Wojciech Sadłoń
- Tymoteusz Amilkiewicz

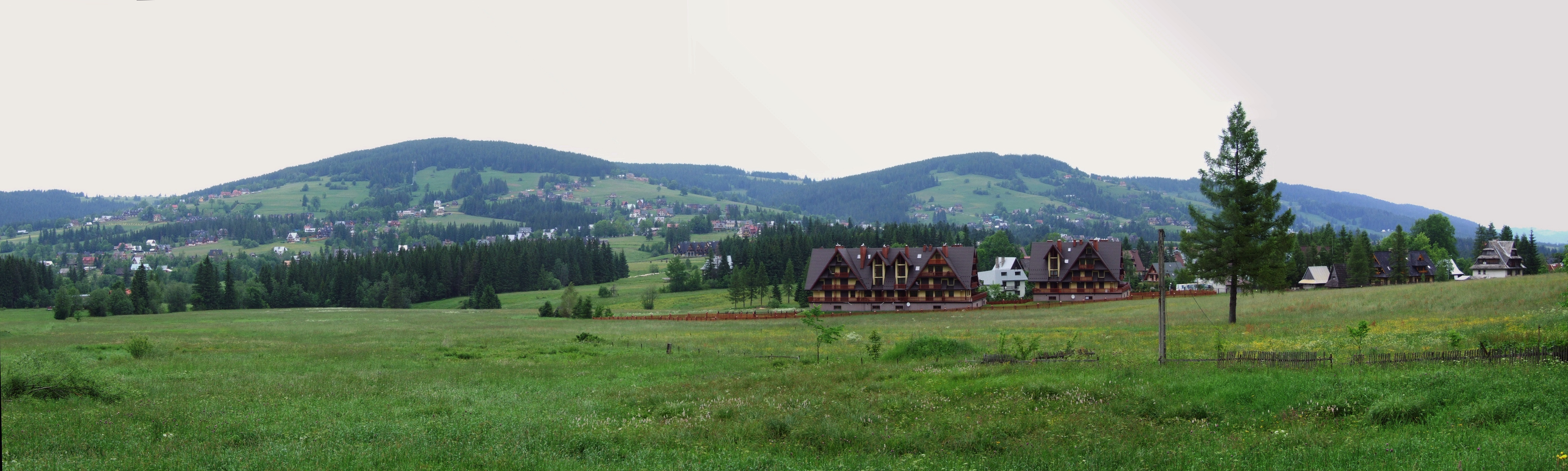
Kościelisko i Pasmo Gubałowskie
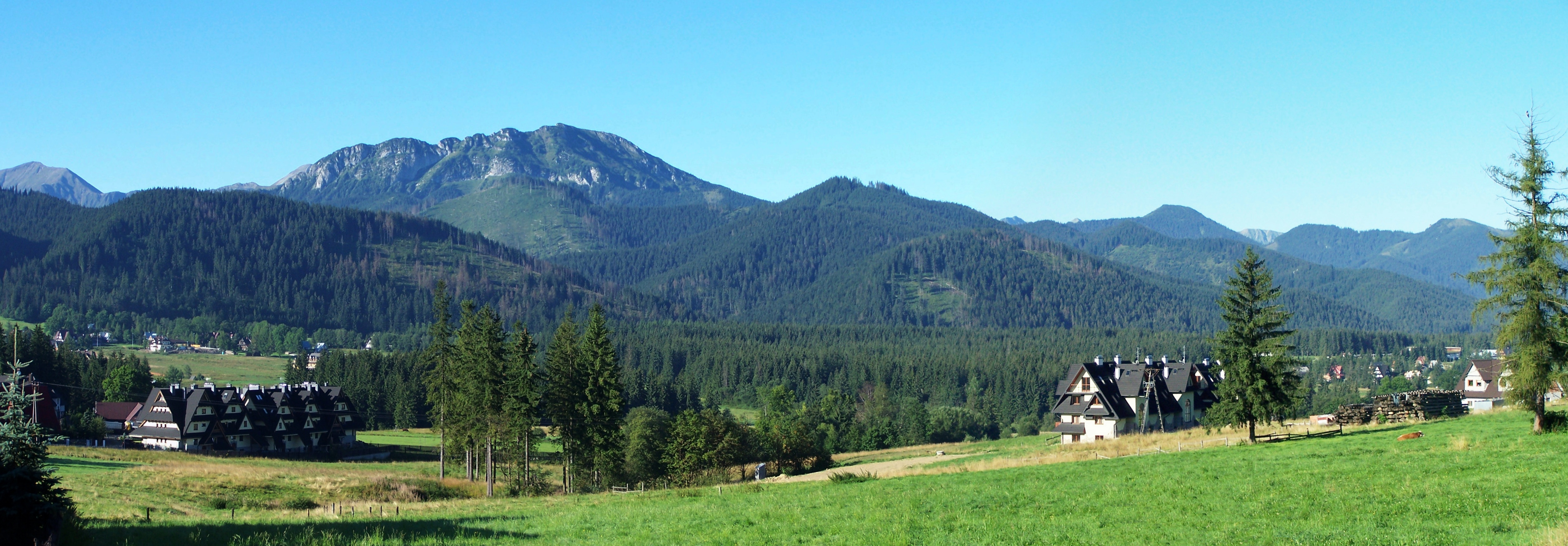
Kościelisko i Tatry Zachodnie.